# Vereniging voor Waterstaatsgeschiedenis
De Vereniging voor Waterstaatgeschiedenis is een Nederlandse vereniging met als doel de beoefening van en de belangstelling voor de waterstaatsgeschiedenis te bevorderen.
De vereniging is in 1986 opgericht door enkele tientallen onderzoekers.
De activiteiten van de vereniging omvatten:
- de uitgave van het Tijdschrift voor Waterstaatsgeschiedenis (TWG). Het tijdschrift verscheen voor het eerst in 1992. In het kader van het 25-jarig bestaan van TWG zal er in 2018 een jubileumnummer verschijnen, tegelijkertijd wordt er een symposium georganiseerd.
- het organiseren van bijeenkomsten, studiedagen en een Voor- en Najaarsexcursie. De studiedagen worden doorgaans in het vroege voorjaar gehouden en staan onder leiding van de hoogleraar mevrouw Van Dam en worden gehouden in een ruimte van de Vrije Universiteit in Amsterdam. De data alsmede de plaats van bestemming van de excursies en studiedagen zijn te vinden op de website van de vereniging: Waterstaatsgeschiedenis.nl

- het instellen van een leerstoel voor waterstaatsgeschiedenis. Deze wordt op dit moment bezet door prof. dr. Petra J.E.M. van Dam aan de VU Amsterdam.

Geprobeerd wordt nauw met de Nederlandse waterschappen samen te werken.
De voorganger van prof. Van Dam was prof. dr. G.P. van de Ven (28 oktober 1941 - 28 oktober 2017) hij bekleedde de leerstoel Waterstaatsgeschiedenis aan de Universiteit van Amsterdam van 1998 - 2006. Het standaardwerk van Gerard van de Ven is ,,Leefbaar Laagland" over de waterbeheersing en de landaanwinning in Nederland. Het boek verscheen in 1993 is nog steeds van grote betekenis voor het vakgebied. In 2003 verscheen een herziene uitgave van Leefbaar Laagland.
Het motto van Van de Ven was: ,,Panta Rheï" (Alles stroomt).
De Vereniging voor Waterstaatsgeschiedenis werkt mee aan een boekenserie op het vakgebied. Dit jaar (najaar 2017) verschijnt de publieksversie van de dissertatie van mevr. dr. H. Kole die promoveerde op het onderzoek: ,,Besturen of Polderen" aan de Universiteit Utrecht.

## Bron
- Petra van Dam, Een terugblik op de eerste tien jaar van de Vereniging voor Waterstaatsgeschiedenis (1986-1996), Tijdschrift voor Waterstaatgeschiedenis 1998 (7), 7-16.